# Чемпіонат світу із шахів серед жінок 1937 (Олімпіада в Стокгольмі)
Шостий Чемпіонат світу з шахів серед жінок відбувся в липні-серпні 1937 року в Стокгольмі під час VII олімпіади.
У ньому взяли участь 26 шахісток із 15-ти країн — Австрії, Англії, Угорщини, Німеччини, Данії, Італії, Ірландії, Латвії, Нідерландів, Норвегії, Палестини, Польщі, США, Чехословаччини, Швеції, а також представниця Шотландії.

## Таблиця
|       | Учасниця[1]                          | Очки |
| ----- | ------------------------------------ | ---- |
| 1     | Віра Менчик (Чехословаччина)         | 14   |
| 2     | Кларіче Беніні (Італія)              | 10   |
| 3-4   | Мільда Лауберте (Латвія)             | 9    |
| 3-4   | Соня Ґраф (GERnazi)                  | 9    |
| 5     | Мері Бейн (США)                      | 8½   |
| 6-7   | Мона Мей Карфф (Палестина)           | 8    |
| 6-7   | Неллі Фішерова (Чехословаччина)      | 8    |
| 8-9   | Інґеборґ Андерссон (Швеція)          | 7½   |
| 8-9   | Мері Ґілхрист (Шотландія)            | 7½   |
| 10-16 | Роза Герман (Польща)                 | 7    |
| 10-16 | Катаріна Рудзант (Нідерланди)        | 7    |
| 10-16 | Е. Ст. Джон (Англія)                 | 7    |
| 10-16 | Анна Андерссон (Швеція)              | 7    |
| 10-16 | Регіна Герлецька (Польща)            | 7    |
| 10-16 | Клара Фараґо (Угорщина)              | 7    |
| 10-16 | Едіт Голловей (Англія)               | 7    |
| 17-20 | Барбара Флеров-Булгак (Польща)       | 6½   |
| 17-20 | Ґізела Гарум (Австрія)               | 6½   |
| 17-20 | Саломе Райшер (Австрія)              | 6½   |
| 17-20 | Ольга Менчик (Чехословаччина)        | 6½   |
| 21-22 | Флоренс Франкланд Томсон (Шотландія) | 6    |
| 21-22 | Інґрід Ларсен (Denmark)              | 6    |
| 23    | Катаріна Бесков (Швеція)             | 5½   |
| 24    | А. Шеннон (Ірландія)                 | 5    |
| 25    | Рут Блох Маккеруд (Норвегія)         | 2    |
| 26    | Елізабет Меллбі (Норвегія)           | 1    |